# أودري ويليامسون
أودري ويليامسون (بالإنجليزية: Audrey Williamson) هي منافسة ألعاب القوى بريطانية، ولدت في 28 سبتمبر 1926 في بورنموث في المملكة المتحدة، وتوفيت في 29 أبريل 2010 في Rhos-on-Sea ‏ في المملكة المتحدة.

## وصلات خارجية
- أودري ويليامسون على موقع أوليمبيديا (الإنجليزية)
- أودري ويليامسون على موقع اللجنة الأولمبية البريطانية (الإنجليزية)